# 根纳季·沃罗诺夫
根纳季·伊万诺维奇·沃罗诺夫（俄语：Генна́дий Ива́нович Во́ронов；1910年8月31日—1994年4月1日），苏联党和国家领导人，曾任赤塔州委第一书记、奥伦堡州委第一书记、俄罗斯苏维埃联邦社会主义共和国部长会议主席、苏联人民监督委员会主席等职务。

## 生平
- 1910年8月18日（格里历：8月31日）出生于沙俄特维尔省拉梅什基村的一个乡村教师家庭。
- 1929年起参加工作，先后在玻璃厂，化工厂做电工、工长。1931年加入联共（布）。
- 1932年-1936年，托木斯克基洛夫工业学院学习。
- 1936年-1937年，新西伯利亚马列主义学院学习。
- 1937年-1938年，联共（布）托木斯克州基洛夫地区党委宣传鼓动部部长。
- 1938年-1939年，联共（布）克麦罗沃州普罗科皮耶夫斯克市委第三书记，市委宣传鼓动部部长。
- 1939年-1943年，联共（布）赤塔州委书记、第三书记。
- 1943年-1948年12月，联共（布）赤塔州委第二书记。
- 1948年12月-1955年，联共（布）赤塔州委第一书记。
- 1955年-1957年2月，苏联农业部副部长。
- 1957年2月-1961年1月，苏共契卡洛夫（奥伦堡）州委第一书记。
- 1961年1月-1966年4月，苏共中央苏俄主席团成员。期间，1月-10月，苏共中央苏俄主席团副主席；1961年10月-1962年11月，苏共中央主苏俄席团第一副主席。
- 1962年11月-1971年7月，俄罗斯苏维埃联邦社会主义共和国部长会议主席。
- 1971年7月-1973年5月，苏联人民监督委员会主席。
- 1973年5月起退休，享受联邦特殊津贴待遇。
- 1994年4月1日于莫斯科逝世，享年83岁。葬于新孔策沃公墓。

沃罗诺夫是苏共19,21-24大代表，第22届中央主席团成员，第23-24届中央政治局委员，第19，21-24届中央委员；第3-8届苏联最高苏维埃联盟院代表；第2,6-8届俄罗斯苏维埃联邦社会主义共和国最高苏维埃代表。

## 荣誉
- 两次列宁勋章
- 劳动英勇奖章